# ضد یهودیت
ضد یهودیت (انگلیسی: Anti-Judaism) نوعی نگرش منفی نسبت به آیین یهودیت است. این نگرش منفی ریشه در باورهای آیین مسیحیت دارد و بخشی از سیر تاریخ مسیحیت است. مخالفت با یهودیت، ضرورتاً با یهودی‌ستیزی به یک معنی نیست هر چند بخشی از آن است. در زبان فارسی آنتی سمیتیسم، یهودی‌ستیزی ترجمه شده که شامل همه انواع ضدیت با یهودیان و از جمله مخالفت با یهودیت و آنتی سمیتیسم نیز می‌شود. در حالی که آنتی سمیتیسم به معنی نفرت از یهودیان با انگیزه‌های نژادی است و اصطلاحی است که نخست، در سال ۱۸۷۹م، توسط یک روزنامه نگار آلمانی به نام ویلهلم مار رواج داده شد. نگرش منفی علیه یهودیان و یهودیت قدمتی دیرین در اروپا دارد. در قرون وسطی این ضدیت اساساً بر مبنای مذهبی بود و سیاست‌های تبعیض آمیز به دنبال داشت. اما دشمنی با یهودیان در دوران بحرانی شدت یافته و بارها به خشونت و آزار و اذیت یهودیان منجر شد. در اواخر قرن نوزدهم میلادی، مفاهیم مذهبی ضدیهودی گسترش یافت و به تدریج با ایده‌های نژادی و ناسیونالیستی جایگزین گشت.

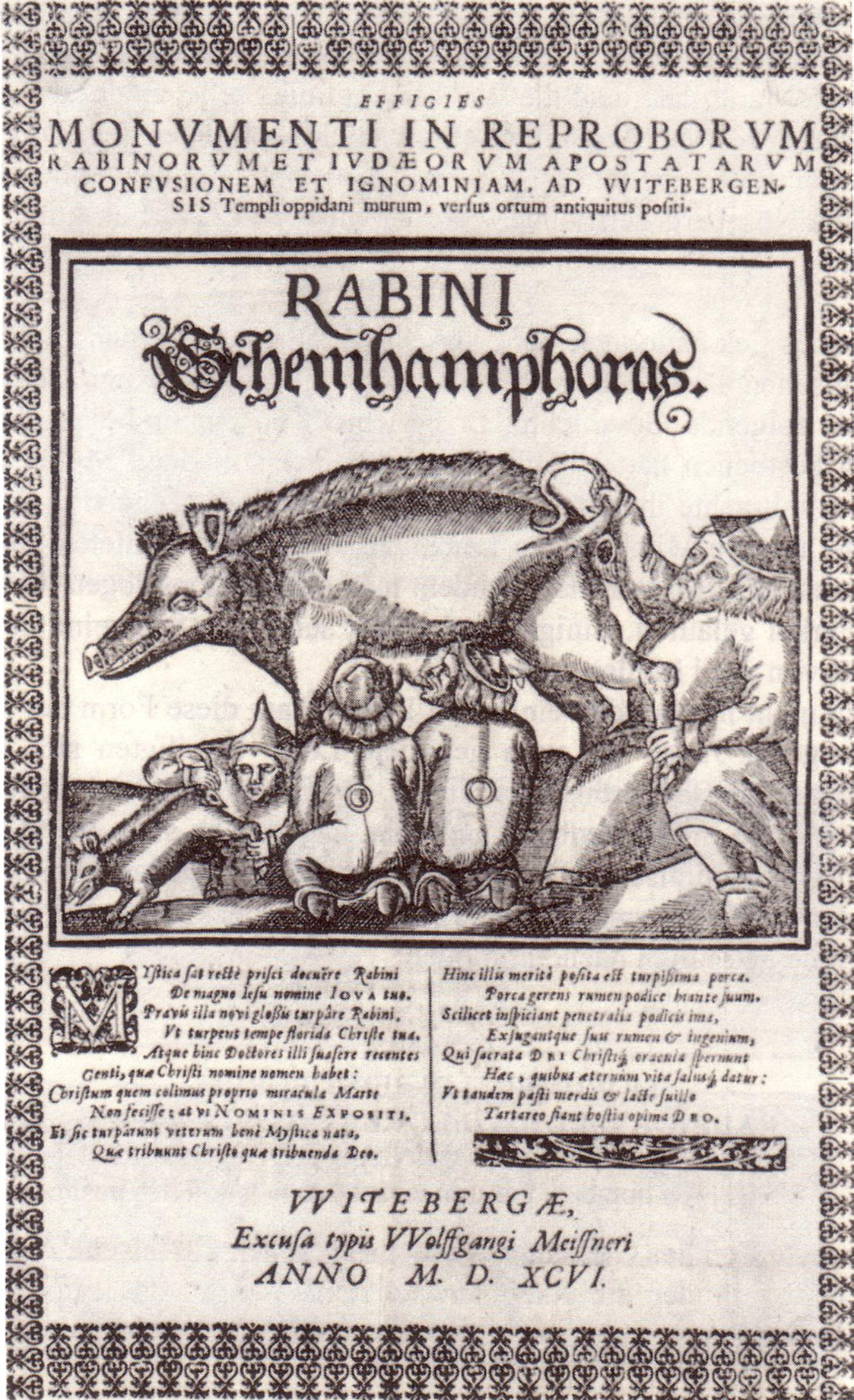
چاپ صفحه ای از نوشته اصلاح طلب کلیسا مارتین لوتر متن خوک جهودها رادر کلیسای شهر لوتر در ویتنبرگ چنین توصیف می‌کند: «نماد سردرگمی و رسوایی خاخام‌های دروغین و یهودیان مرتد». انتقاد وحشیانه لوتر نمونه ای از یهودی‌ستیزی مسیحی بود.
در ابتدا یهودیت به عنوان یک دین هدف انتقاد قرار داشت و یهودیان به عنوان یک نژاد هدف دشمنی نبودند.

## پیشینه
نگرش منفی و دشمنی با آیین یهودیت به اوایل دوران مسیحیت و امپراتوری رم باستان بر می‌گردد. نخستین پیروان آیین مسیح، فرقه ای از یهودیان محسوب می‌شدند. دستگاه دولتی امپراتوری رم تا پیش از سال ۹۶ میلادی، قائل به هیچ تمایزی بین یهودیان و مسیحیان نبود. اما در سال ۹۶ میلادی در دوران امپراتور نروا وقتی تقاضای مسیحیان برای معافیت از پرداخت مالیاتی که بر یهودیان وضع شده بود، با این استدلال که آنها با یهودیان فرق دارند، پذیرفته شد، دشمنی بین یهودیان و مسیحیان نیز شکل گرفت.

از آن تاریخ به بعد اختلاف بین یهودیان و مسیحیان که صرفاً بر باورهای مذهبی استوار بود، در بین مسیحیان سازمان یافت. اتهام کشتن عیسی توسط یهودیان از جمله محورهای اصلی این دشمنی سازمان یافته بود. انزوا و جلسات خصوصی و تا حدی ناشناخته یهودیان نیز بستری برای رشد بیشتر این دشمنی سازمان یافته گشت و به زودی انواع اتهامات از جمله قتل‌های آیینی کودکان مسیحی به انجمن‌های یهودی نسبت داده شد.

ضدیت مذهبی سازمان یافته با با یهودیان تا قرون وسطی و اوج قدرت کلیسای کاتولیک ادامه یافت و به پروتستانتیسم نیز سرایت کرد. اگر چه ادعا شده‌است که مارتین لوتر در مقایسه با زمان خود دیدگاهی دوستانه تر نسبت به یهودیان به عنوان انسان‌هایی برابر داشت، اما اصلاح طلبی چون او نیز نفرت از یهودیان را در موعظه‌ها و نوشته‌های خود گسترش داد؛ و از جمله پیشنهاد کرد خانه‌ها، مدارس و کنیسه‌های یهودیان را به آتش بکشند. 

دشمنی با یهودیان در طول تاریخ همواره در کنار شرایط بحرانی شدت یافته و از سیاستهای تبعیض و طرد مذهبی به تعقیب و خشونت اجتماعی و سیاسی تبدیل شده‌است. در اواخر قرن نوزدهم میلادی، تحت شرایط بحران اقتصادی در اروپا مفاهیم مذهبی ضدیهودی گسترش یافت و به تدریج با ایده‌های نژادی و ناسیونالیستی آمیخته و به نفرت نژادی و یهودی‌ستیزی تبدیل شد.